# فاديم شيباتشيوف
فاديم شيباتشيوف هو لاعب هوكي جليد روسي ولد في 12 مارس 1987.